# Pentax DA* 60-250mm F4.0
Pentax DA* 60-250mm F4 ED (IF) SDM je profesionalni zoom objektiv za Pentax KAF3 bajonet. Objektiv je konstruiran za Pentax digitalne SLR fotoaparate sa senzorom veličine 24 x 16 mm, tj APC-S formata i nudi efektivnu fokalnu duljinu od 90 do 375 mm, što ga stavlja u kategoriju teleobjektiva. Kroz cijeli raspon fokalnih duljina objektiv nudi konstantan otvor blende od f/4.0 do f/32. Automatsko izoštravanje se vrši pomoću SDM motora ugrađenog u tijelo objektiva. Zahvljajući brtvama DA* 60-250mm je otporan na kišu i prašinu.

## Tehničke specifikacije
| Vrsta objektiva                   | Tele zoom objektiv                      |
| Format slike                      | APC-S 24x16mm                           |
| Bajonet                           | Pentax KAF3                             |
| Fokalna duljina                   | 60 - 250mm                              |
| Dijagonalno vidno polje           | 60mm - 26,5° 250 - 6,5°                 |
| Maksimalni otvor blende           | 60mm f/4.0 250mm f/4.0                  |
| Minimalni otvor blende            | 60mm f/32 250mm f/32                    |
| Promjer navoja za filter          | 67mm                                    |
| Minimalna udaljenost izoštravanja | 110cm                                   |
| Težina                            | 1120 grama                              |
| Dimenzije                         | 168mm dužine 81mm promjera              |
| Optička konstrukcija              | 15 elemenata, 13 grupa 9 listića blende |